# Морозов, Олег Андреевич
Оле́г Андре́евич Моро́зов (17 марта 1937, Синявино, Ленинградская область — 1 апреля 2006, Санкт-Петербург) — советский футболист, игравший на позиции нападающего. Младший брат тренера Юрия Морозова.

## Биография
Олег Морозов учился в одном классе с будущим чемпионом мира по шахматам Борисом Спасским и сам увлекался шахматами.
Выступал за ленинградские команды «Буревестник», «Зенит», «Адмиралтеец» и «Динамо». В первом своём официальном сезоне за 14 матчей забил 7 мячей, в двух последующих сезонах за «Зенит» отличился 16 раз. Три сезона подряд становился лучшим бомбардиром «Зенита». Часто получал травмы и пропускал большую часть сезона. Заканчивал карьеру в луганских «Трудовых резервах». Из-за многочисленных травм завершил карьеру в 26 лет.
Был рослым, физически сильным форвардом, но в игре делал ставку на скорость, технику, тонкий анализ ситуации, а не на силу.
За сборную СССР сыграл одну игру против сборной Чехословакии 30 августа 1958 года. Мог быть включён в заявку на Кубок Европы 1960, однако из-за травмы не попал в состав.
После завершения карьеры поступил в Технологический институт, окончил его с отличием. Получил звание кандидата химических наук. Заслуженный изобретатель Коми АССР.
Ушёл из жизни 1 апреля 2006 года. Похоронен на Сестрорецком кладбище Санкт-Петербурга.